# Бібліотека Полтавського державного медичного університету

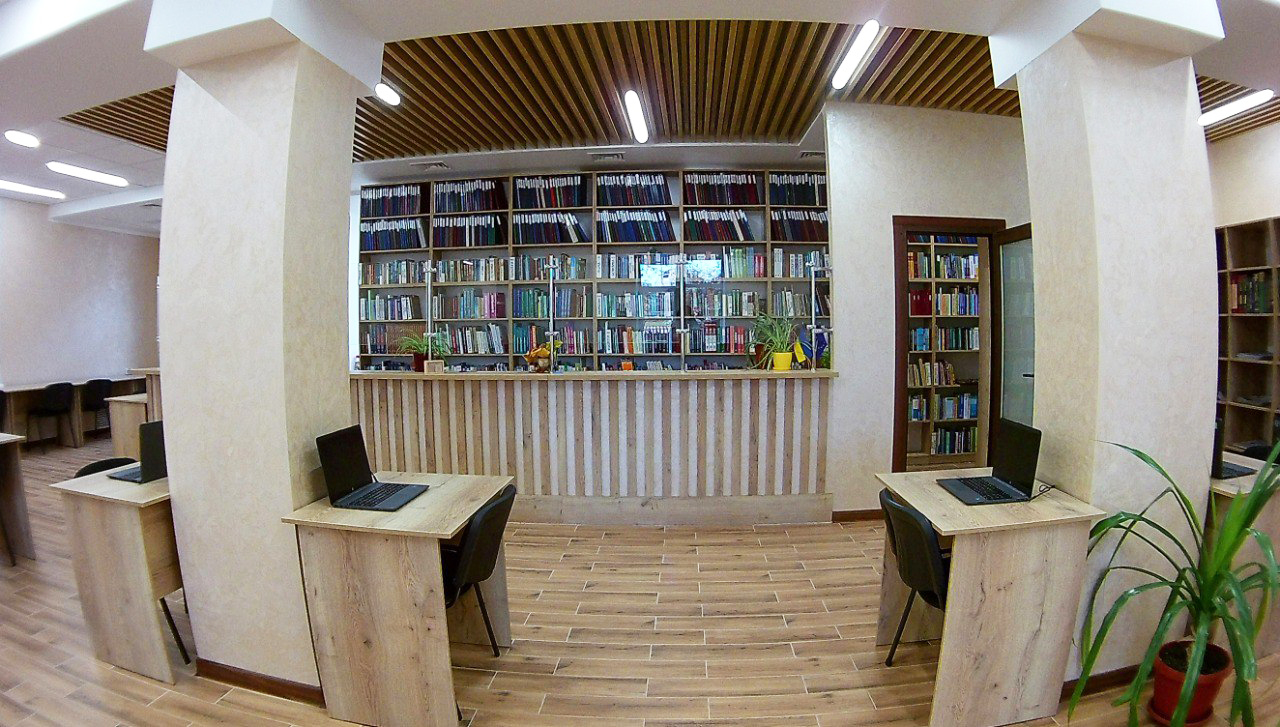
Центральна читальна зала бібліотеки ПДМУ

Бібліотека Полтавського державного медичного університету — навчальний, науково-інформаційний і культурно-просвітницький структурний підрозділ Полтавського державного медичного університету, основним завданням якого є забезпечення повного, якісного й оперативного бібліотечно-бібліографічного та інформаційного обслуговування студентів, магістрантів, аспірантів, клінічних ординаторів, науково-педагогічних працівників, навчально-допоміжного персоналу університету.

## Історія
Історія бібліотеки невід'ємна від історії університету і бере свій початок у 1931 році, коли одонтологічний факультет ХМІ перетворено у самостійний Харківський стоматологічний інститут. Однак на той час бібліотеки виш не мав. Основними навчальними посібниками слугували конспекти лекцій, що передавалися з покоління в покоління. Згодом із особистих зібрань і наукових праць учених почали створюватися кафедральні бібліотеки. Вони і стали основою для відкриття бібліотеки у 1934 році.
Напередодні Великої Вітчизняної війни наукова бібліотека інституту інтенсивно поповнювалася новою літературою, передплачувалися усі вітчизняні медичні періодичні видання. Під час війни фонд бібліотеки частково був переданий до інших бібліотек м. Харкова, а навчальна література була евакуйована до м. Фрунзе (до новоствореного стоматологічного факультету Киргизького медичного інституту).

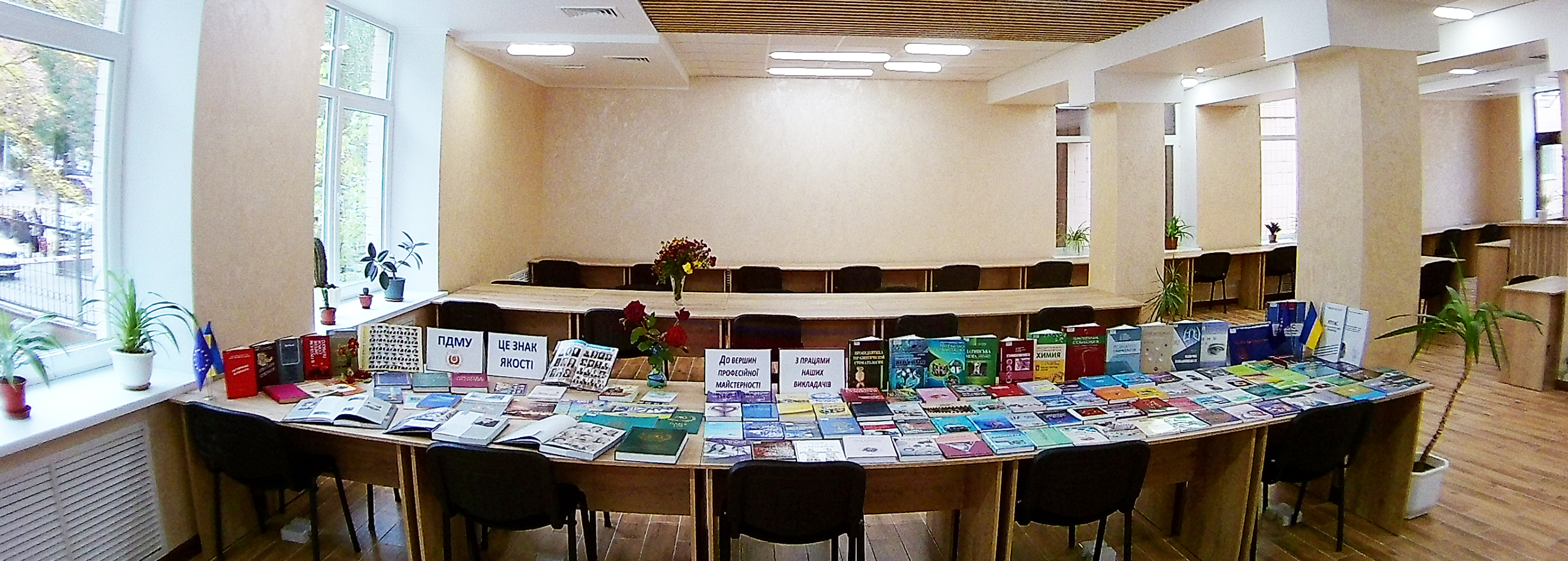
Книжково-ілюстративна виставка у читальній залі ПДМУ

Тимчасова окупація м. Харкова завдала величезної шкоди бібліотеці інституту: гістологічний корпус, де розташовувалася бібліотека, згорів. Тільки незначну частину фондів наукової і навчальної бібліотек удалося зберегти завдяки самовідданості співробітників бібліотеки. Місто Харків було звільнено 23 серпня 1943 року, і вже з кінця цього року відбулося часткове обслуговування читачів, в основному, студентів. На жаль, не зовсім з'ясованою залишилася доля бібліотеки після реевакуації до м. Харкова. Пошук в архівних матеріалах не дав аргументованих фактів, на основі яких можна було б стверджувати про роботу у бібліотеці окремих постатей.
Згідно зі звіту 1962 року бібліотекою завідувала Жупікова Олена Гаврилівна. Станом на 1963 рік фонд бібліотеки становив 76127 прим. Штат працівників — 5 осіб: Жупікова О. Г., Оліфійцева К. Г., Кофман М. А., Лагутіна А. А., Суммо С. А., що стосується приміщення бібліотеки, то окремого книгосховища бібліотека не мала, також не було читальної зали, катастрофічно не вистачало кваліфікованих спеціалістів. У цей час при бібліотеці було створено бібліотечну раду для погодження роботи бібліотеки з науковою і навчальною діяльністю інституту. Поступово фонд бібліотеки зростав, так, станом на 1965 рік становив — 88166 прим.
У 1967 році Рада Міністрів України прийняла постанову про переведення Харківського медичного стоматологічного інституту до м. Полтави і перейменування його у Полтавський медичний стоматологічний інститут. Переведення здійснювалося у два етапи.
На першому — у липні-серпні 1967 р. — були переведені й облаштовані кафедри медико-біологічного профілю в Полтаві у 4-поверховому приміщенні по вул. Шевченка, 23. На другому етапі — у липні-серпні 1968 р. — переведені кафедри клінічного, зокрема і стоматологічного профілю, і здійснена підготовка баз для їх розміщення до початку занять.
Так, інститут став закладом із міцною матеріальною базою: відкривалися нові кафедри, велася кропітка робота з підвищення кваліфікації лікарів-практиків та середнього медичного персоналу. Що стосувалося бібліотеки, то її облаштування у новому виші вимагало великих організаційних зусиль.
Із м. Харкова книжковий фонд був привезений Жупіковою Оленою Гаврилівною, яка і передала його згодом бібліотекарю Хмельницькій Розалії Яківні. Наявний книжковий фонд становив — 68120 прим., журнальний фонд — 18587 прим. У 1968 році Хмельницька Р. Я. була звільнена у зв'язку із переведенням інституту.
Із 1968 року по 1983 рік бібліотекою завідувала Ніна Дмитрівна Діденко. Саме з нею розпочався полтавський період функціонування бібліотеки. Багато зробила для її розвитку, удосконалення усіх напрямів роботи, згуртування колективу; вона мала великий авторитет як у співробітників бібліотеки, так і серед професорсько-викладацького складу інституту. Необхідно було терміново вирішувати питання, пов'язані із розміщенням й організацією фонду, створенням сприятливих умов для роботи користувачів і співробітників бібліотеки. Так, спочатку було організовано читальну залу, де розміщувалася вся література, яка передана із м. Харкова. Катастрофічно не вистачало кадрів, оскільки співробітники бібліотеки, які працювали у Харківському медичному стоматологічному інституті і привезли фонд до м. Полтави у зв'язку із переведенням інституту попідписували обхідні листи: Лагутіна Марія Агафівна, Оліфійцева Клавдія Григорівна, Жупікова Олена Гаврилівна, Суммо Софія Абрамівна. Як було зазначено вище, бібліотека розміщувалася в одній кімнаті (натепер читальна зала), частина якої була відведена для роботи професорсько-викладацького складу, а основний фонд — у підвальній кімнаті (наразі книгосховище навчального абонементу). Окремого приміщення для читальної зали для викладачів, співробітників бібліотеки — завідувача, бібліографів, відділу обробки — не було. Не вистачало коштів на придбання нового обладнання: стелажів, полиць, тому книги спочатку складалися стопками у книгосховищі. Багато книг, які замовлялися через бібколектор не були придбані, оскільки інститут не вважався за медичним. Однак, незважаючи на усі труднощі, бібліотека активно розвивалася, змінилася сама її структура, введені нові посади. Активізувалася масова та інформаційна робота, стали організовуватися «Дні інформації», «Дні кафедр», складалися інформаційно-бібліографічні бюлетені нових надходжень. Фонд поповнювався новими виданнями Московського медичного інституту ім. І. М. Сеченова, Харківського медичного інституту тощо. З метою удосконалення всіх напрямів діяльності бібліотеки було створено Бібліотечну раду. Проводилася активна робота з підвищення кваліфікації співробітників. Для працівників бібліотеки читалися лекції викладачами кафедр із ознайомлення з медичною термінологією, бібліотекарі брали активну участь у міжвишівських секційних заняттях, у відрядженнях до різних міст з метою обміну досвідом. Для молодих бібліотекарів проводилися заняття з бібліографії і бібліотекознавства.
Однак проблема приміщень ще залишалася не вирішеною. Весь навчальний фонд розміщувався на підлозі, робочі місця знаходилися у кутку читальної зали, що заважало студентам і викладачам, оскільки створювався шум при роботі друкарських машинок. У зв'язку з цим було вирішено відкрити філіал бібліотеки у читальній залі гуртожитку. Поступово зростав бібліотечний фонд, збільшувався штат, утворювалися нові відділи. Розвивався виш, а разом із ним і бібліотека.
Із 1983 року по 2007 рік бібліотеку очолювала Ніна Юхимівна Пилипенко — заслужений працівник культури України (1991). Багато років віддала бібліотечній роботі, вихованню кадрів та впровадженню передового бібліотечного досвіду. Після введення в експлуатацію морфологічного корпусу завдяки клопотанню Ніни Юхимівни бібліотека отримала для книгосховища цокольні приміщення адмінкорпусу. Силами бібліотекарів у додаткових кімнатах був зроблений капітальний ремонт, закуплені нові стелажі, полиці тощо.
У колективі працювали такі чудові співробітники як Н. І. Коляда, А. А. Буряк, В. І. Голота, М. Є. Шайдур, С. С. Синельник, М. М. Хоменко, Г. Й. Іоніна, В. Й. Дудко, С. Я. Овчаренко, Т. Х. Оснач. Дотепер у бібліотеці працюють наші ветерани, корифеї своєї справи: А. Г. Шелехова, В. М. Крипак, О. М. Бєляєва, А. Л. Гутченко, А. М. Григоращенко, Н. О. Лучицька.

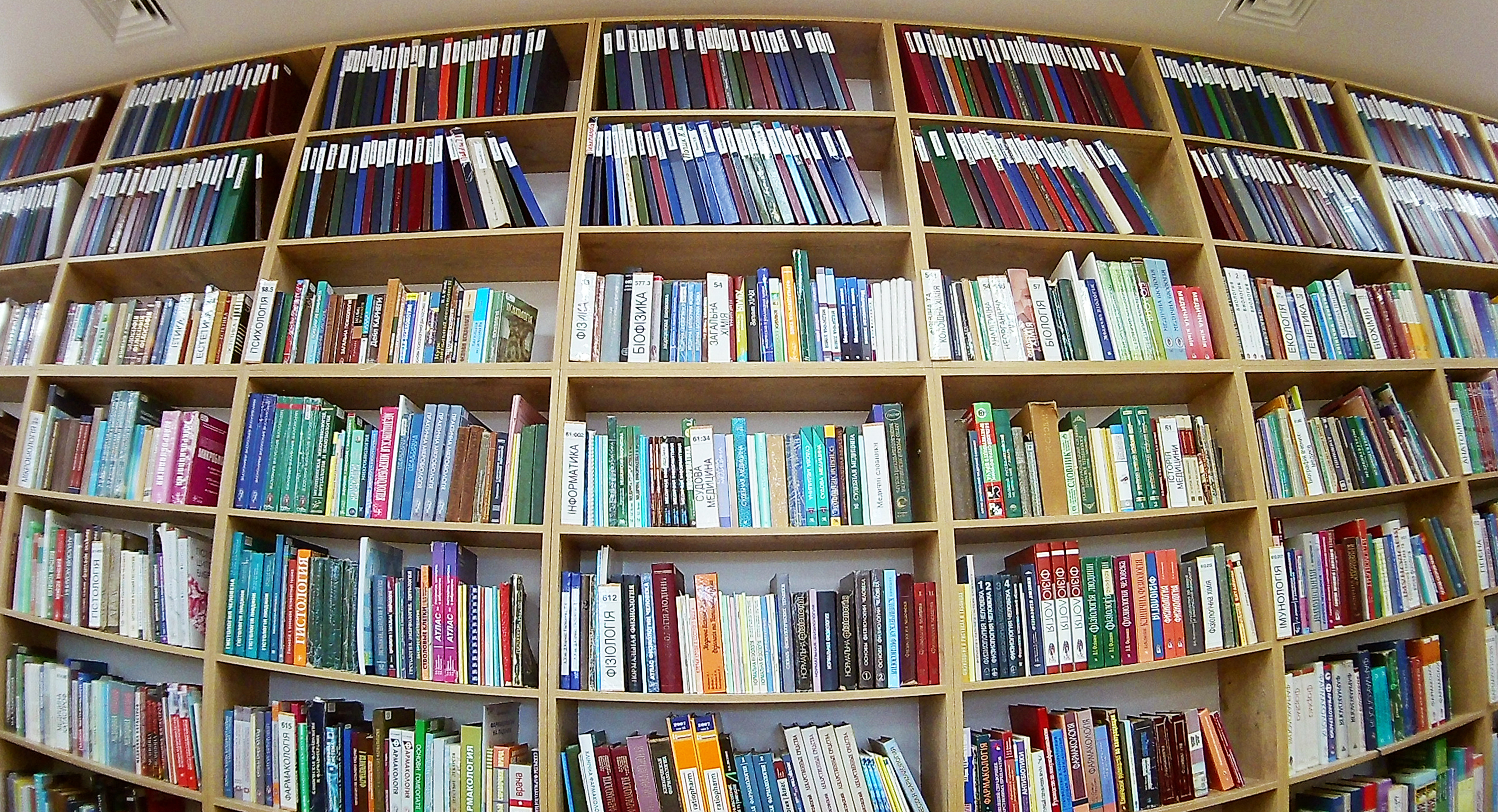
Книги у читальній залі ПДМУ

Із жовтня 2007 року директором бібліотеки стала Ольга Борисівна Боровик.
Її активна новаторська позиція, відданість справі, ініціативність стали запорукою у впровадженні в роботу нового і прогресивного. Багато зробила у справі запровадження новітніх інформаційних технологій. До дружнього, працьовитого, професійного, оптимістично налаштованого колективу бібліотеки вливаються нові сили — розумна, енергійна, амбітна молодь.
Сьогодні бібліотека йде шляхом комп'ютеризації всіх технологічних процесів, удосконалення послуг користувачам, створення комфортних умов для роботи читачів і працівників.
Перспективною формою наукової та освітньої комунікації став створений на базі бібліотеки репозитарій — електронна колекція відкритого доступу до наукових та навчальних матеріалів, створених працівниками ПДМУ. Він дозволяє збільшити індекс цитувань ученого, наукових робіт університету загалом; забезпечує довготривалий відкритий доступ до наукового надбання працівників університету зі збереженням авторських прав; забезпечує тривале зберігання; можливість накопичення матеріалів у одному місці; можливість пошуку за будь-якими параметрами: автором, співавторами, заголовком, датою, ключовими словами, темою.
Для оцінювання результативності наукової діяльності важливе місце відводиться наукометрії — напряму, що вивчає дослідження публікаційної активності та цитованості авторів. Співробітники бібліотеки надають консультативну допомогу науковцям вишу щодо правильного оформлення наукових статей, списків літератури, профілю в гугл-академії; інформують науковців з питань міжнародної наукометрії (Scopus, Google Scholar, Orcid, Web of Science), бібліометрики.

## Структура
1. Відділ комплектування та наукової обробки документів
2. Відділ обслуговування та зберігання фондів:
  - читальна зала;
  - читальна зала в гуртожитку № 2;
  - читальна зала в гуртожитку № 4;
  - навчальний абонемент;
  - науковий абонемент;
  - електронний центр №1;
  - електронний центр №2;
3. Інформаційно-бібліографічний відділ:
  - читальна зала «Електронна бібліотека»

## Фонд бібліотеки
Універсальний фонд бібліотеки має велику наукову цінність: це  дисертації з медицини, захищені в академії; автореферати дисертацій; збірники наукових праць; матеріали наукових конференцій; підручники і навчальні посібники; наукові праці вчених ПДМУ, періодичні та інформаційні видання; довідкова література з медицини, мовознавства та літератури; краєзнавства; соціально-економічна та художня література; офіційні видання тощо. Окрема частина фонду – унікальні раритетні видання XVIII-XX століття, зібрання старої російської медичної книги, зокрема – стоматологічні. Це підручники, навчальні посібники, атласи, а також науково-медичні журнали XVIII-XX століття російською та іноземними мовами, зокрема німецькою. Велике значення мають довідкові видання: загальні та галузеві енциклопедії, енциклопедичні словники, з-поміж них – дореволюційні видання енциклопедичного словника Ф. А. Брокгауза та І. А. Єфрона, відомий словник В. Даля, словники іноземних мов, різноманітні довідники з окремих наук, зокрема – медицини, практичні видання для лікарів тощо.

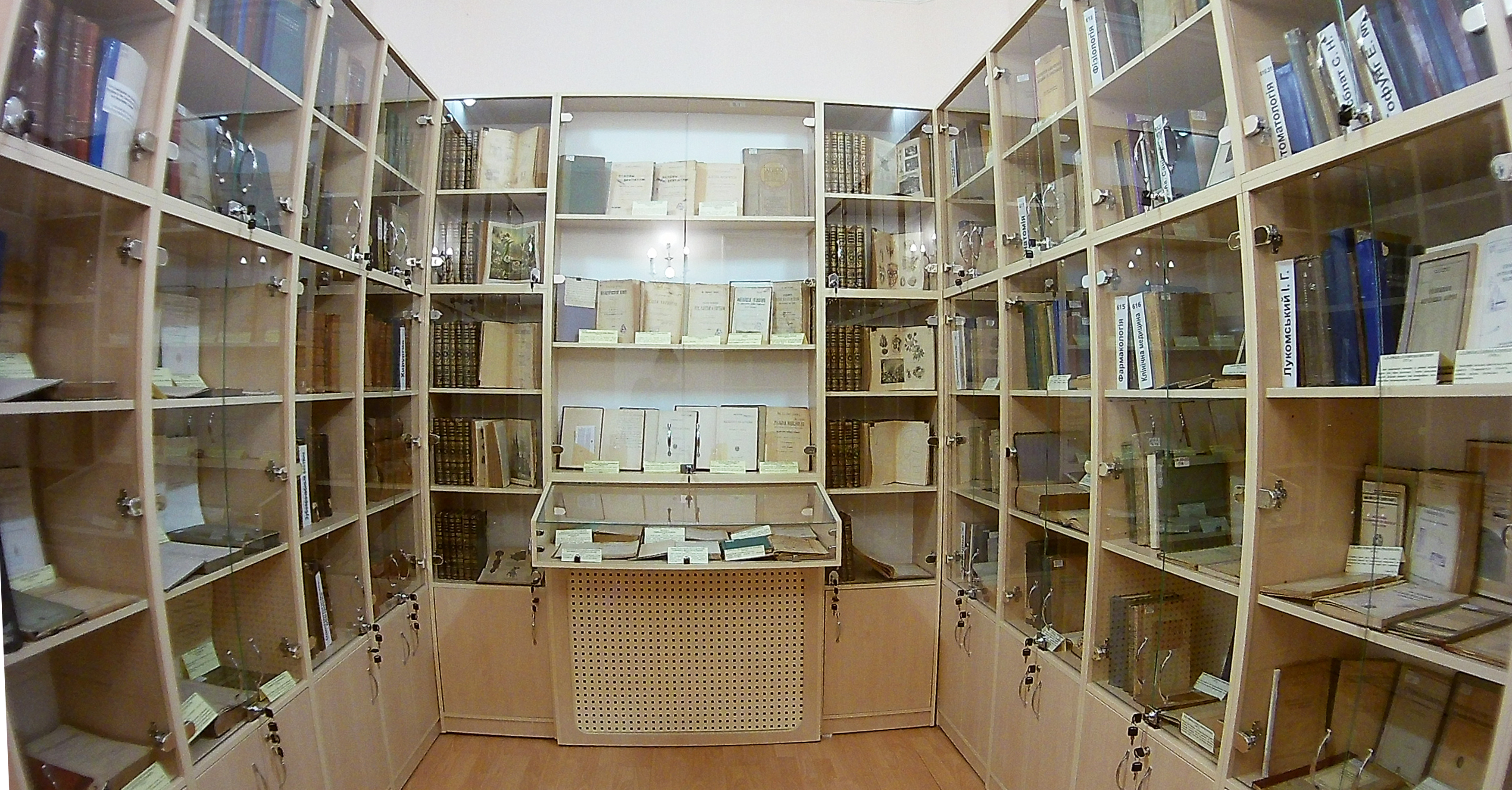
Музей раритетної книги бібліотеки ПДМУ

 В окремих розділах фонду зібрано наукову спадщину видатних учених-медиків, є їх прижиттєві видання. Художня література та публіцистика повноцінно представлена виданнями творів українських класиків Г. Сковороди, І. Котляревського, Г. Квітки-Основ’яненка, М. Гоголя, Марка Вовчка, Лесі Українки, І. Франка. Заслуговує на увагу добірка творів Т. Шевченка, зокрема його  «Кобзар» 1947 р. видання. Є у фонді бібліотеки «Полное собрание сочинений» О. Пушкіна у 8 томах 1936 р. видання. Бібліотека постійно зберігає і надає в користування читачам усі медичні журнали, навіть ті, які були перевезені з Харкова в 1967 році. Найстаріші з них «Зубоврачебный вѣстникъ : ежемѣсячный журналъ одонтологіи для врачей, зубныхъ врачей и дантистові» за 1900, 1902, 1908, 1913 роки, «Хирургія» за 1902, 1903, 1907 роки, «Харьковскій медицинскій журналъ» за 1907, 1908, 1909, 1910, 1911 рр..У 2021 році до столітнього ювілею університету відкрито Музей раритетної книги. Його експозицію склали старовинні видання з фонду книгозбірні.
Фонд бібліотеки має складну структуру розміщення: в окремих книгосховищах знаходяться підсобні фонди універсальної читальної зали та читальних зал у гуртожитках, фонд навчального та фонд наукового абонементів. Окремо виділена література іноземними мовами та навчальні видання англійською мовою, підручники для студентів медичного коледжу, раритетні видання.
Комплектування фонду здійснюється на основі ґрунтовного аналізу стану книгозабезпеченості дисциплін відповідно до навчальних планів та програм, наукової роботи ПДМУ. Велика увага приділяється комплектуванню бібліотечного фонду новими навчальними виданнями, розробленими з урахуванням вимог сучасного навчального процесу, орієнтованими на останні наукові досягнення в галузі медицини, самостійну роботу студентів.

## Довідково-пошуковий апарат
Довідково-пошуковий апарат (ДПА) бібліотеки сьогодні – це поєднання електронних інформаційно-аналітичних баз даних власної генерації (електронний каталог, репозитарій) та системи традиційних паперових каталогів (алфавітного, систематичного, предметного) і картотек: дисертацій, авторефератів, раритетних видань.
Електронний каталог ведеться з 2005 року і складається з 11 БД:
1. Книги
2. Періодичні видання. Статті
3. Книги іноземною мовою
4. Художня література
5. Дисертації
6. Автореферати
7. Методичні рекомендації. Брошури
8. Магістерські роботи
9. Матеріали конференцій
10. Електронний ресурс
11. Краєзнавство Полтавщини

Із 2012 року бібліотека долучилася до корпоративної каталогізації на базі ННМБУ та бере участь у формуванні спільного електронного інформаційного ресурсу – Зведеного електронного каталогу періодики медичних бібліотек України.
Бібліотека є координатором і методичним центром функціонування університетського репозитарію, створеного в 2017 році, який містить освітні матеріали та результати наукових досліджень викладачів ПДМУ, та самостійно наповнює зібрання «Матеріали наукових конференцій», «Періодичні видання», «Альма-матер».

## Обслуговування користувачів
Бібліотека забезпечує якісне, оперативне бібліотечне та інформаційне обслуговування науково-педагогічних працівників університету: викладачів, асистентів, доцентів та професорів; аспірантів, магістрантів, клінічних ординаторів, інтернів, здобувачів освіти медичних факультетів № 1 та № 2, стоматологічного факультету, міжнародного факультету, фахового медико-фармацевтичного коледжу, навчально-наукового медичного інституту, навчально-наукового інституту післядипломної освіти тощо.
У структурі відділу обслуговування бібліотеки ПДМУ три читальні зали та два абонементи – наукової та навчальної літератури. Центральна читальна зала розташована в адмінкорпусі, дві інші – у студентських гуртожитках. До послуг користувачів електронний центр №1 та електронний центр №2, де співробітники бібліотеки здійснюють контроль за організацією і відпрацюванням пропущених занять. Така структура допомагає наблизити книгу до читача, створити у бібліотеці атмосферу творчої зацікавленості при роботі з різними категоріями користувачів.
Пріоритетним напрямом у діяльності бібліотеки залишається якісне обслуговування студентів університету.
На навчальному абонементі протягом багатьох років діє індивідуальний і груповий метод обслуговування. Підбір та видача комплектів книг здійснюється безпосередньо у книгосховищі.
Сьогодні у бібліотеці оперативно створюється система віртуального обслуговування користувачів. Усе частіше читачі звертаються до автоматизованих робочих місць. До послуг читачів – безкоштовний Internet і зона Wi-Fi. Для задоволення своїх інформаційних потреб користувачі активно використовують бази даних «Електронний каталог», «Матеріали для студентів», «Довідники», «Книгозабезпеченість навчальною літературою», «Забезпеченість періодичними виданнями». Ще одним власним ресурсом для інформування користувачів є видання щоквартальних «Списків нових надходжень», бібліографічних  та біобібліографічних  покажчиків.
У 2011 році був створений web-ресурс, який містить актуальну для користувачів інформацію про бібліотеку, її ресурси і послуги, проведення різноманітних інформаційних заходів: книжкових виставок, відкритих переглядів літератури, Днів інформації, звіти про соціокультурну діяльність, бібліографічні покажчики, віртуальні книжкові виставки тощо. 2013 року запроваджено нову послугу «Електронна доставка документів». Наказом ректора академії від 13 вересня 2017 року з метою забезпечення вільного доступу до освітніх матеріалів та результатів наукових досліджень, підвищення рівня цитування публікацій науковців вишу створено Репозитарій ПДМУ. Це відкритий електронний архів матеріалів наукового та навчально-методичного призначення, створених науковцями, викладачами та здобувачами освіти університету. Бібліотека активно представляє свої послуги в соціальних мережах.

## Соціокультурна діяльність
Успішна діяльність бібліотеки є запорукою позитивного іміджу університету загалом. Яскравою сторінкою в історії бібліотеки позначена соціокультурна діяльність, основною метою якої є популяризація основних загальнолюдських цінностей, історичної, наукової та культурної спадщини шляхом реклами книги. 
У культурно-просвітницькій роботі беруть участь усі підрозділи бібліотеки. Заходи проводяться в навчальних аудиторіях, холах академії, у читальній залі та представлені у засобах масової інформації. Традиційно кожного року для здобувачів освіти перших курсів проводяться бібліотечні заняття «Основи інформаційної культури», що мають за мету адаптувати студентів до системи самостійної роботи в бібліотеці університету, прищепити навички інформаційного пошуку в автоматизованих бібліотечних системах, базах даних і мережі інтернет, підвищити рівень інформаційної культури користувачів, сприяти вихованню високопрофесійної особистості з достатнім рівнем загальнолюдської, духовної культури. Для курсантів та лікарів-інтернів організовуються бібліомедійні заняття «Можливості бібліотеки університету в задоволенні інформаційних потреб лікарів».
Велику зацікавленість з-поміж широкого читацького загалу викликають перегляди нових надходжень літератури, постійно діючі виставки «Нові медичні журнали», «До вершин професійної майстерності з працями наших викладачів», «Зі скарбів бібліотеки», «Славетні імена», «Хвороби без віку – хвороби без часу» тощо. Бібліотека бере участь у загальноуніверситетських заходах: науково-практичних конференціях, семінарах, акціях. У рамках проведення цих заходів організовуються книжкові виставки, перегляди літератури. Традиційними стали відзначення ювілейних дат видатних діячів медицини, культури, літератури, пам’ятних дат в історії нашої держави. 
Несподівана ситуація, яка склалася внаслідок епідемії коронавірусу, внесла зміни у звичне життя книгозбірні. За короткий час бібліотекарі змінили свої професійні функції, розширили канали комунікування з користувачами у віртуальному просторі. Поміж рубрик вебресурсу, якими можна віддалено користуватися: Календар знаменних та пам’ятних дат для освітніх закладів медичного спрямування, віртуальні бюлетені «Гідні визнання». Рубрика містить медіапрезентації про видатних медиків, з акцентуванням на українських учених. «Читач рекомендує» – рубрика, яка була створена у 2019 році за результатами бібліотечного квілту «Моя улюблена книга» і в якій презентуються улюблені книги наших користувачів. 

Відео та медіапрезентації – це потужний інструмент, який надає можливість акумулювати текстову, аудіо-, відео-, графічну та анімаційну інформацію і забезпечує найефективніше засвоєння її онлайн аудиторією. Тому аудіовізуальні бібліотечні продукти є пріоритетними в соціокультурній роботі книгозбірні.
Щорічні іміджеві бібліотечні заходи: до Всеукраїнського дня бібліотек, до Міжнародного дня дарування книг, Дні відкритих дверей бібліотеки, до Дня Незалежності України, до Міжнародного дня чаю тощо.
Прагнучи до творчого самовтілення та формування власним прикладом у студентської молоді відданості своїй справі, любов до історії та традицій української культури, у 2008 році за підтримки адміністрації ПДМУ відбулося зародження вокально-хорового ансамблю «Криниця» співробітників бібліотеки. За вагомий внесок у розвиток культури українського народу наказом Управління культури Полтавської облдержадміністрації 14 березня 2014 року хору «Криниця» присвоєно звання «народний аматорський колектив».
За роки свого існування учасниками колективу було проведено чимало виступів в університетських програмах, фольклорно-етнографічних, благодійних заходах. Хор є постійним учасником фестивалю мистецтв «Душі криниця» колективів закладів охорони здоров’я Полтавської області.